# 科科島 (古巴)

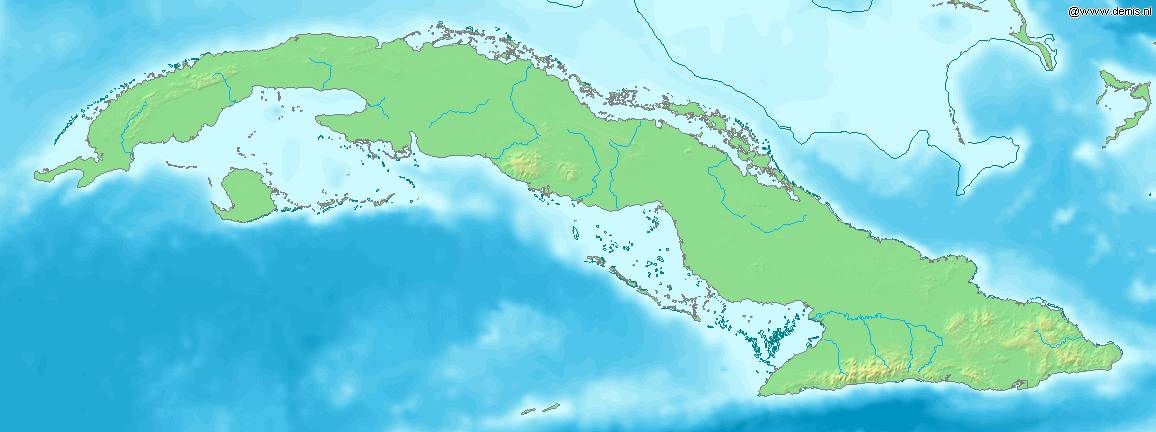

科科島是古巴的島嶼，位於該國北岸，屬於國王花園群島的一部分，由謝戈德阿維拉省負責管轄，面積370平方公里，是潛水的熱門地點，島上有機場設施。

## 外部連結
- www.cayocococuba.net （页面存档备份，存于） （英文） （法文）
- Tryp Cayo Coco （页面存档备份，存于）

22°30′53″N 78°30′41″W / 22.51472°N 78.51139°W